# Gustave Choquet

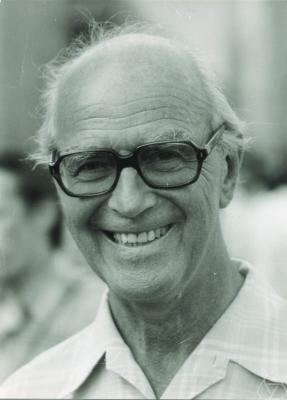
Gustave Choquet beim Internationalen Mathematikerkongress in Warschau, 1983

Gustave Alfred Arthur Choquet (* 1. März 1915 in Solesmes; † 14. November 2006 in Lyon) war ein französischer Mathematiker, der sich besonders mit Funktionalanalysis, Potentialtheorie und Topologie beschäftigte.

## Leben
Choquet studierte 1934 bis 1938 an der École normale supérieure in Paris unter anderem bei Arnaud Denjoy und Georges Darmois (1888–1960). 1937 wurde er bei den Prüfungen zur Aggregation Erster. 1938/9 war er mit einem Stipendium in Princeton. Während des Zweiten Weltkriegs forschte er mit Unterstützung der CNRS und wurde 1946 promoviert. 1946 bis 1947 lehrte er am Institut Français in Polen. Danach war er Maître de conférences an der Universität Grenoble (1947 bis 1949) und an der Sorbonne, wo er ab 1950 (nach kurzer Zeit als Maître de conférences 1949) Professor war (später an den Universitäten Paris VI und Paris-Süd). 1984 emeritierte er. Gleichzeitig war er 1960 bis 1969 Professor an der École polytechnique.
Choquet arbeitete unter anderem in der Topologie (wo er ein berühmtes Problem von Henri Lebesgue löste), Potentialtheorie, Funktionalanalysis und Maßtheorie. Seine Arbeiten über kompakte konvexe Mengen in der Funktionalanalysis sind als Choquet-Theorie bekannt, damit hängt auch der Begriff des Choquet-Randes zusammen. Mit einer Arbeit von 1953 begründete er die Theorie der Kapazitäten. Diese Arbeiten hatten Anwendungen in der Wahrscheinlichkeitstheorie, wo das Choquet-Integral nach ihm benannt ist. Choquet beschäftigte sich auch mit Axiomen der euklidischen Geometrie.
Er hatte über viele Jahre ein Seminar über Potentialtheorie mit Marcel Brelot und Jacques Deny und ab 1960 eines über Einführung in die Analysis (Séminaire de l’Initiation à l’Analyse).
Choquet war auch in der Mathematikdidaktik aktiv und war 1950 bis 1958 Präsident der International Commission for the Study and Improvement of Mathematical Teaching (Kommission Gattegno). Er bemühte sich darum, geometrische Ideen in den Unterricht einzubringen, und schrieb auch mehrere Bücher über Elementargeometrie.
Er war seit 1976 Mitglied der französischen Akademie der Wissenschaften und Offizier der Ehrenlegion. Er war korrespondierendes Mitglied der Bayerischen Akademie der Wissenschaften und Ehrenmitglied der London Mathematical Society. Er erhielt mehrfach Preise der französischen Akademie der Wissenschaften, so 1968 den großen Preis in Mathematik. 1961 war er Präsident der Société Mathématique de France.
Zu seinen Studenten zählen Michel Talagrand und Haïm Brézis.
Er war mit der Mathematikerin Yvonne Choquet-Bruhat verheiratet.

## Schriften
- Cours d’analyse, 2ème cycle, CDU (Centre de Documentation Universitaire) und École polytechnique, 1955–1960
- Cours de topologie, Masson, 1964
- Neue Elementargeometrie, Vieweg 1970 (französisch: L’enseignement de la géométrie, Hermann, 1964)
- Outils topologiques et métriques de l’analyse mathématique, CDU, 1966
- Géométrie des complexes, CDU, 1968
- Lectures on analysis, 3 Bände, Benjamin, 1968